# Bernard van Armagnac
Bernard van Armagnac (29 maart 1400 - 4 mei 1462) was van 1418 tot aan zijn dood graaf van Pardiac, van 1429 tot aan zijn dood hertog van Nemours, van 1435 tot aan zijn dood graaf van La Marche en Castres en van 1435 tot aan zijn dood burggraaf van Carlat en Murat. Hij behoorde tot het huis Lomagne.

## Levensloop
Bernard was de zoon van graaf Bernard VII van Armagnac en diens echtgenote Bonne, dochter van hertog Jan van Berry. Na het overlijden van zijn vader werd hij in 1418 graaf van Pardiac en na het overlijden van zijn moeder werd hij in 1435 burggraaf van Carlat en Murat. Door zijn huwelijk met Eleonora van Bourbon werd hij in 1429 eveneens hertog van Nemours en in 1435 graaf van La Marche en Castres.
Bernard was de leermeester van koning Lodewijk XI van Frankrijk. In 1429 vocht hij mee in de Slag bij Patay en in 1441 werd hij door koning Karel VII van Frankrijk benoemd tot luitenant-generaal van La Marche en gouverneur van Limousin. Ook werd hij in 1461 benoemd tot luitenant-generaal van Languedoc en Roussillon. In 1427 waren hij en zijn broer graaf Jan IV van Armagnac verantwoordelijk voor de moord op de Franse maarschalk Amaury de Sévérac.
Bernard stierf in 1462 op 62-jarige leeftijd. Zijn zoon Jacob volgde hem op als graaf van Pardiac, burggraaf van Carlat en burggraaf van Murat, terwijl zijn echtgenote Eleonora alleen verder regeerde over het hertogdom Nemours en de graafschappen La Marche en Castres. 

## Huwelijk en nakomelingen
In 1429 huwde hij met Eleonora (1407-1464), dochter van graaf Jacob II van La Marche. Ze kregen vier kinderen:
- Bonne (1434-1458), zuster in het clarissenklooster van Lézignan
- Jacob (1437-1477), graaf van Pardiac, La Marche en Castres en hertog van Nemours
- Catharina (1438-1503), zuster in het clarissenklooster van Amiens
- Jan (1439/1440-1493), abt van Aurillac